# Липовка (Жердевский район)
Липовка — село в Жердевском районе Тамбовской области России. 
Входит в Пичаевский сельсовет.

## География
Расположено на реке Большая Елань (Елань) (притоке Савалы), в 20 км к юго-западу от райцентра, города Жердевка, и в 108 км по прямой к югу от центра города Тамбова.
На севере примыкает к селу Пичаево (центру сельсовета), на юге — к селу Питим.

## Население
| 2002 | 2010 |
| ---- | ---- |
| 429  | ↘387 |

Согласно результатам переписи 2002 года, в национальной структуре населения русские составляли 97 % от жителей.